# Оскар фон Пистор
Оскар Ритер фон Пистор (Беч, 19. новембар 1865 — Вузеница, 10. мај 1928) био је словеначки, аустроугарски и југословенски сликар.

## Биографија
У Бечу је између 1880. и 1885. године похађао сликарске студије на Академији лепих уметности, под надзором професора Кристијана Грипенкерла и Јозефа Матијаса Тенквалда. Од 1893. до 1897. године је студирао на Краљевској академији лепих уметности у Минхену.
У Вузеници је отворио свој атеље, где се и оженио 1890. године. Доста је путовао по Аустроугарској, обишао је све веће градове (Грац, Клагенфурт, Инзбрук) и радио портрете аристократских породица. Урадио је пет портрета за кнежевску породицу Лихтенштајна и преко 60 портрета династије Хенкел фон Донерсмарк. Познати су и његови портрети немачког цара Вилхелма II и канцелара Ота фон Бизмарка.
По завршетку Првог светског рата, остао је у Краљевини Срба, Хрвата и Словенаца, док је повремено путовао и у Аустрију. Насликао је преко 300 пејзажа, портрета, актова и студија. Неки од његових последњих радова јесу портрети краља Александра I Карађорђевића и краљице Марије.
Умро је од можданог удара 10. маја 1928. године у Вузеници. Након смрти, организоване су две изложбе његових радова у Марибору (јун 1928) и Љубљани (август 1929).

## Лични живот
Оженио се 1890. године са Аном Вердник из Вузенице и са њом имао деветоро деце. Њихова ћерка Христина је била мајка српског и југословенског сликара, графичара, скулптора и песника Стевана Кнежевића (1940-1995), који је био редовни професор Факултета ликовних уметности у Београду.

## Галерија
- Девојка за прелом (1890)
- Збогом (1900)
- Портрет Ота фон Бизмарка, насликао Оскар фон Пистор (1915)
- Мајка и дете (1926)